# (7670) Kabeláč
(7670) Kabeláč, désignation internationale (7670) Kabelac, est un astéroïde de la ceinture principale.

## Description
(7670) Kabelac est un astéroïde de la ceinture principale. Il fut découvert le 20 août 1995 à l'Observatoire d'Ondřejov par Lenka Šarounová. Il présente une orbite caractérisée par un demi-grand axe de 2,38 UA, une excentricité de 0,17 et une inclinaison de 2,8° par rapport à l'écliptique.

## Compléments